# 제8군단 (미국)
미국 제8(XVII)군단 줄여서 제8군단은 미국 육군의 군단으로 약 50년 동안 양차 대전을 비롯한 다양한 전투에서 복무했다. 1918년 11월 26일에서 11월 29일까지 정규군으로써 프랑스 및 플랑드르에서 복무했고, 1919년 4월 20일 해산되었다. 이 군단은 1921년에 다시 조직되어 1933년 정규군으로 배정되었다. 텍사스의 샘 휴스턴 기지를 본부로 하여 1940년 10월 14일부터 활동을 재개했다. 이들은 노르망디에서 체코슬로바키아 서부까지 제2차 세계 대전의 유럽 전장에서 활약했다. 2차 대전 이후 이들은 해산과 재조직을 반복했으며 마지막 해산은 1968년에 이뤄졌다.

## 역사

### 제2차 세계 대전

#### 노르망디
소장 트로이 H. 미들턴의 지휘하에 8군단은 1944년 6월 15일부터 노르망디에서 작전을 수행했다. 이들은 미국 제1군의 일부로써 코탕탱 반도의 카랑탕 서쪽을 방어하는 임무를 맡았다. 7월 초부터 공격에 나선 이 부대는 보카주 지역을 정리하며 라아예뒤푸이트와 몽트 카스트레 (카스트레 산)을 점령했다. 아이 강과 세베 강에 가까워지자 8군단은 1944년 7월 26일 코브라 작전에 참여해 노르망디를 돌파했다. 7월 28일 군단은 중요한 교차지점인 코탕세를 점령하고 7월 30일 아브랑슈를 점령했다.

#### 브르타뉴
노르망디에서의 기본 계획에 차질이 빚어지자 미국 제12군단의 군단장 오마 브래들리는 1944년 8월 1일 브르타뉴로 진격할 것을 명령했다. 목표는 연합군이 사용할 수 있는 브르타뉴의 항구였다. 이러한 결정은 군단 내에 기갑사단 2개를 제대로 활용하지 못함으로써 그 전망이 어두었다. 이 기갑사단은 프랑스를 가로지르는 연합군의 매우 빠른 동진에 더 적합하게 활용될 수 있는 사단이었다. 1944년 8월 7일 군단은 생말로 항구를 차지했다. 시가전과 요새 지역의 정리로 점철된 6주 간의 전투로 1944년 9월 19일 8군단은 브레스트를 해방시켰다. 모순적이게도 독일군은 항구를 효율적으로 파괴하여 브르타뉴의 항구들은 사용할 수 없게 되었다.

#### 아르덴
브르타뉴에서의 작전 이후 재조직된 8군단은 독일 국경을 따라 주둔하고 있는 다른 연합군과 만나기 위해 동쪽으로 진격했다. 여전히 제9군의 일부였던 군단은 1944년 10월 오우르강과 슈나이펠을 따라 아르덴을 점령했다. 이 지역 전선이 매우 조용했기 때문에 군단은 오리엔테이션과 새 미국 사단 및 휘르트겐 숲 전투에서 많은 사상자가 발생한 사단을 교체하는 작업을 맡았다. 이것은 벌지 전투라 알려진 1944년 12월 16일 독일의 총공세가 발생할 때까지 지속되었다. 독일군은 8군단을 20개가 넘는 사단으로 공격해왔다.
압도적인 병력에 직면하여 군단의 북쪽 부대인 미국 제14기병여단과 제106보병사단은 후퇴하거나 포위되었다. 슈나이펠에서는 경험이 부족한 6,700명의 병사들이 독일의 전쟁 포로가 되었다. 그러나 남쪽에서 군단의 다른 부대들은 철수전을 수행해 독일군을 성공적으로 충분히 지연시켰고, 이는 독일군이 아르덴을 향해 전선을 강화하는 계기가 되었다. 제101공수사단을 비롯한 군단의 부대들은 1944년 12월 26일까지 5일 간의 독일군의 포위를 중요 도로 교차점인 바스토뉴에서 저지했으며 4일 후에는 8군단이 후펠라이즈를 향해 반격을 감행했다. 1945년 1월 16일 군단은 미국 제1군과 후펠라이즈에서 만났고, 독일군 공격에 의한 연합군의 서쪽 만입부는 이로써 효율적으로 포위되었다. 1945년 1월 22일 8군단은 룩셈부르크 시에 재입성했으며 1월 28일에는 오우르강에 도달했다.

#### 라인 강 진격
1945년 2월의 첫 한 주 동안 군단은 슈나이펠을 재점령했고, 지크프리트 선을 향해 진격했다. 8군단은 1945년 2월 12일 프륌을 점령했으며 남은 달 동안 지크프리트 선의 요새들을 정리했다. 1945년 3월 6일 킬 강을 건넌 군단은 1945년 3월 9일 안데르나흐의 라인강변에 도달했다. 3월 16일 8군단은 모젤강 도하 공격을 개시했고 3일 간의 전투 끝에 1945년 3월 19일 코블렌츠를 점령했다. 강력한 독일군 저항에 맞서 8군단은 보파르트에 있는 라인 강변을 도하해 중부 독일로 진격했다.

#### 마지막 공세
프랑크푸르트암마인의 북쪽으로 1945년 3월 31일 이동한 후, 4월 초 군단은 뢴 산맥을 향해 진격했다. 1945년 4월의 첫 2주 동안 8군단은 튀링거 숲을 정리하고 제라 강, 자라, 백엘스터 강, 뮬데 강을 도하했다. 제1군의 명령으로 8군단은 서쪽으로 철수해 4월 24일 체코슬로바키아 국경으로 이동하였고, 1945년 5월 8일 독일이 항복할 때까지 군단은 그곳에 주둔했다.

## 참고 자료
- Weigley, Russell F. (1981). 《Eisenhower's Lieutenants.》. 블루밍턴: 인디애나 대학교 출판부. ISBN 0-253-13333-5.
- Williams, Mary H. (1958). 《U.S. Army in World War II, Chronology 1941–1945》. 워싱턴 D.C.: 미국 정부 인쇄국.
- Wilson, John B. (1999). 《Armies, Corps, Divisions, and Separate Brigades》. 워싱턴 D.C.: 미국 정부 인쇄국. ISBN 0-16-049994-1.